# Рихилда (Хенегау)
Рихилда от Хенегау (на френски: Richilde de Hainaut; * 1018, † 15 март 1086) е маркграфиня на Валансиен и чрез женитби графиня на Хенегау (1040 – 1051) и регентка на Графство Фландрия (1067 – 1070).

## Живот
Тя е вероятно дъщеря на Регинар от Хаснон, маркграф на Валансиен от 1045 до 1049 г. от фамилията Регинариди.
Рихилда се омъжва през 1040 г. за Херман от Монс († ок. 1051) от род Регинариди, граф на Монс (Берген), граф на Хенегау. След смъртта на Херман Рихилда се омъжва втори път на 31 март 1051 г. за Балдуин VI Добрия от Дом Фландрия († 17 юли 1070), от 1067 г. граф на Фландрия. Той става граф на Хенегау.
Рихилда управлява Хенегау след смъртта на Балдуин за нейния син Арнулф III. Против Рихилда се навдига по-малкият брат на Балдуин, Роберт I Фризиец.
Рихилда се омъжва трети път през 1071 г. за Вилхелм († 22 февруари 1071), граф на Херфорд и Есекс . Роберт I побеждава в битката при Касал на 22 февруари 1071 г., в която са убити Арнулф III и нейният трети съпруг. Рихилда бяга в Графство Хенегау, което успява да запази за нейния втори син Балдуин II.
Рихилда през последните си години се оттегля в абатството Месен, където и умира.

## Деца
От Херман от Монс има децата:
- Роже († 1093), епископ на Шалон
- Гертруда, бенедиктинка

От Балдуин VI Добрия има децата:
- Арнулф III (* ок. 1055, † 22 февруари 1071)
- Балдуин II (* ок. 1056, † 1098)
- Агнес († 1071)